# Mingrélios

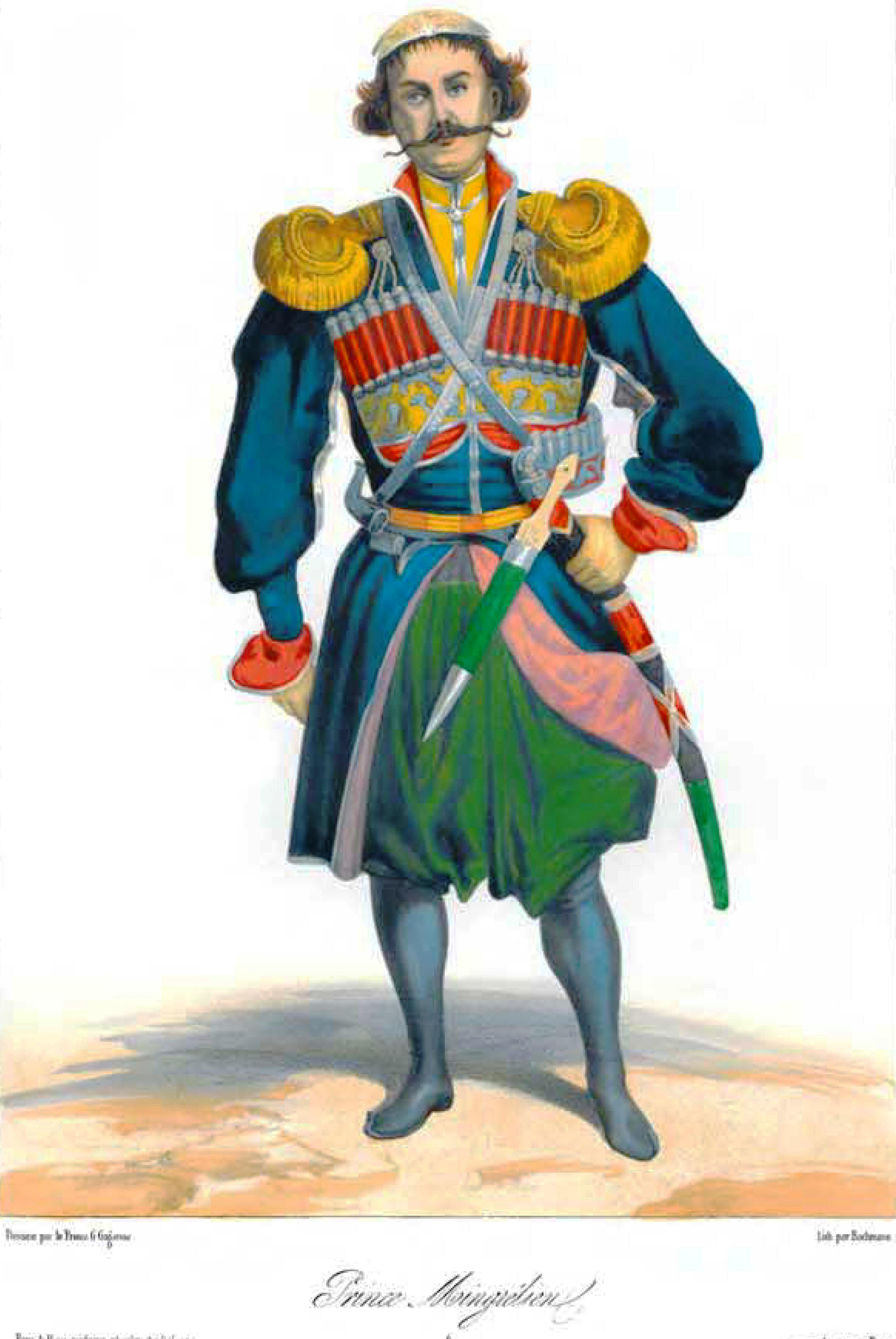

Os mingrélios constituem um grupo étnico georgiano que vive principalmente em Mingrélia, região da Geórgia. Eles também vivem em números consideráveis na região da Abecásia e em Tbilisi, capital do país. Aproximadamente entre 180 000 e 200 000 pessoas de proveniência mingrélia foram expulsas da Abecásia, como resultado do conflito georgiano da Abecásia, no início de 1990. e a consequente limpeza étnica dos georgianos da região separatista.
A maioria dos mingrélios falam a língua mingrélia, que pertence às família linguística caucasiana meridional (cartulianas), mas utilizam apenas o alfabeto georgiano.

## História
Os mingrélios são descendentes de várias tribos colcas que mais tarde vieram a ficar sob a influência de sua etnia oriental da Geórgia (Iberia). Logo no início da Idade Média, a sua aristocracia e o clero, seguidos mais tarde pelos leigos, adotaram o georgiano como língua de instrução e cultura. Após a fragmentação do Reino da Geórgia, no século XV, a Mingrélia foi um principado autónomo, que foi envolvido em uma série de conflitos com outras organizações políticas georgianas até ser anexado pelo Império Russo em 1800.
Em vários censos realizados sob o Império e no início da União Soviética, os mingrélios foram consideradas um grupo separado, mas que foram classificados na categoria mais ampla de georgiano nos anos 1930. Atualmente, a maioria dos mingrélios se identificam como "georgiano" e têm preservadas muitas características culturais, incluindo a língua mingrélia, mas o número dos seus falantes têm diminuído.
O primeiro presidente de uma Geórgia independente, Zviad Gamsakhurdia (1939-1993), foi um mingrélio. Portanto, após o violento golpe de Estado de 21 de dezembro de 1991 - 6 de janeiro de 1992, Samegrelo se tornou o centro de uma guerra civil, que terminou com a derrota dos partidários de Gamsakhurdia.